# Pulau Mangudu
Pulau Mangudu är en ö i Indonesien.   Den ligger i provinsen Nusa Tenggara Timur, i den södra delen av landet, 1 500 km öster om huvudstaden Jakarta. Arean är 1,5 kvadratkilometer.
Terrängen på Pulau Mangudu är mycket platt. Öns högsta punkt är 18 meter över havet. Den sträcker sig 1,0 kilometer i nord-sydlig riktning, och 2,1 kilometer i öst-västlig riktning.